# Áreas protegidas de Islandia

Regiones de Islandia

Mapa topográfico de Islandia

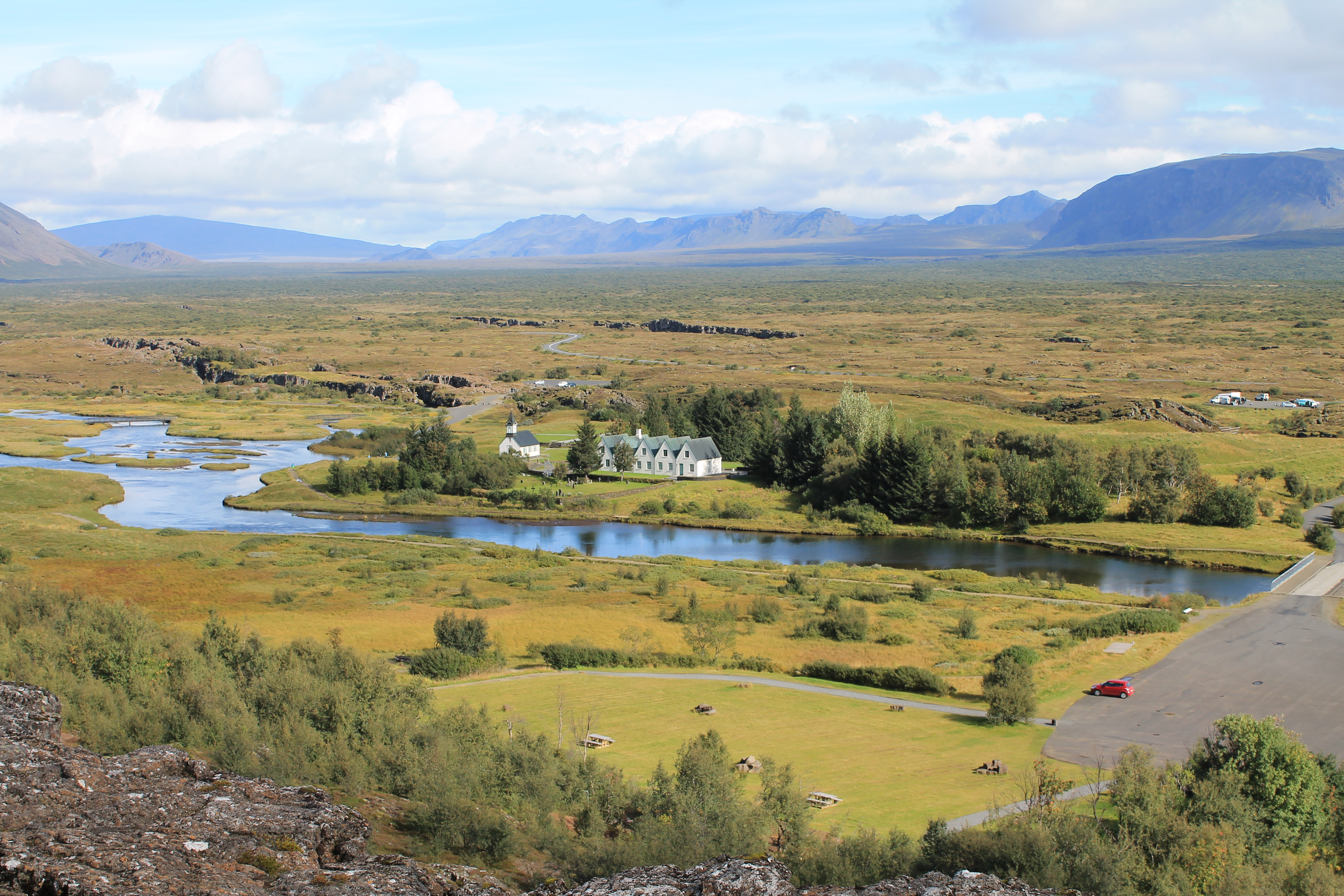
Parque nacional Þingvellir

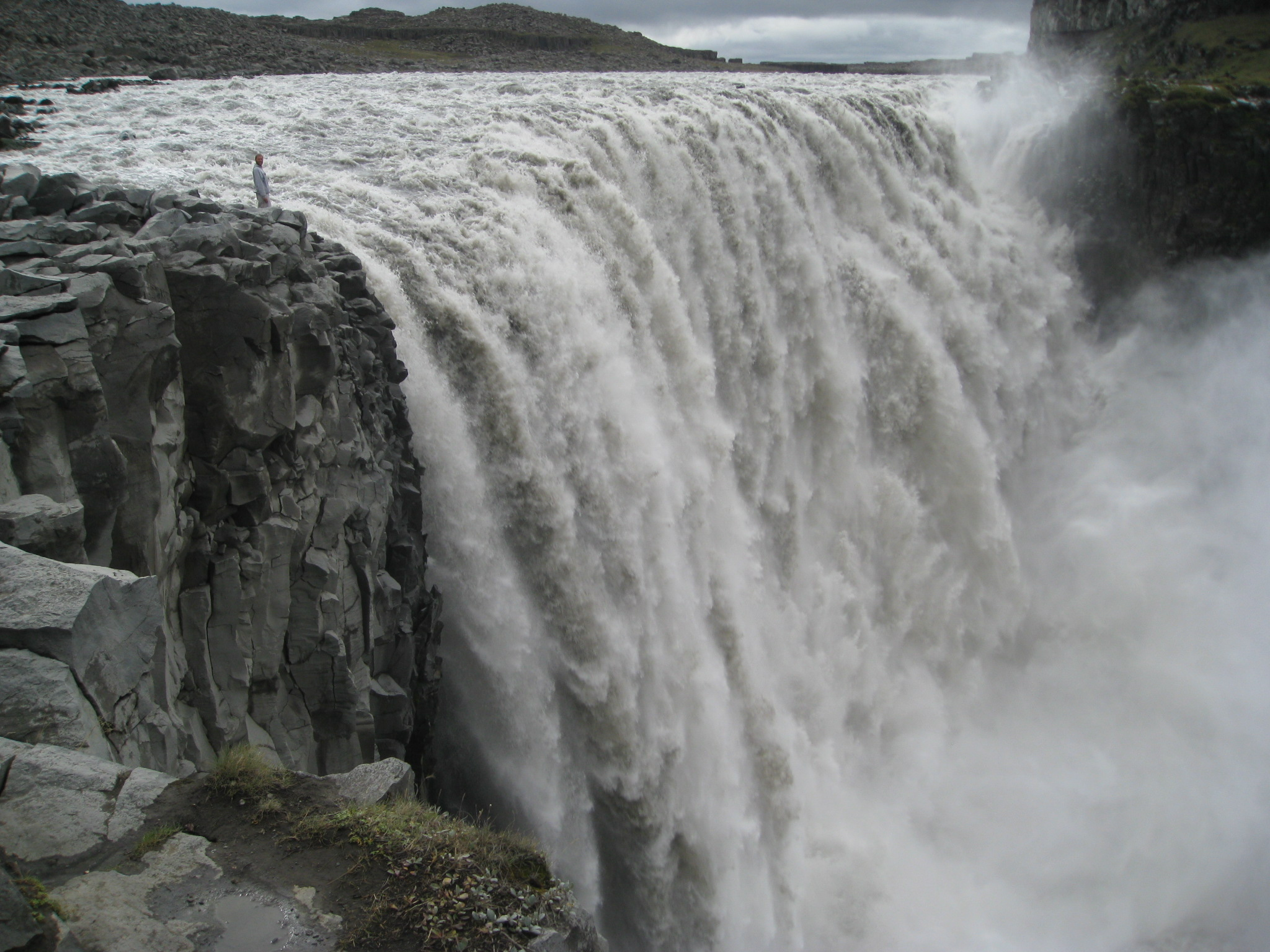
Cascada de Dettifoss

En Islandia hay 128 áreas protegidas que ocupan 19 952 km², el 19,5% de los 102.302 km² del país, y 2864 km² de áreas marinas, el 0,38% de la superficie marina que le corresponde, 752 784 km². Estas áreas están repartidas entre 3 parques nacionales, 38 reservas naturales, 42 monumentos naturales, 2 áreas de conservación, 23 áreas recreativas y 4 hábitats protegidos. A nivel regional, hay 9 áreas marinas protegidas, además de 1 patrimonio de la humanidad y 6 sitios Ramsar.

## Parques nacionales
- Parque nacional Vatnajökull, 14 000 km². En el sudeste. Incluye los antiguos parques nacionales de Jökulsárgljúfur, con la famosa cascada Dettifoss, que aparece en la película Prometheus, y Skaftafell, con la famosa cascada Svartifoss, rodeada de columnas basálticas negras.
- Parque nacional Þingvellir, 228 km². En el sudoeste.
- Parque nacional Snæfellsjökull, 170 km². En el oeste. Culmina en el volcán Snæfellsjökull, de 1446 m de altura.

## Patrimonio de la humanidad

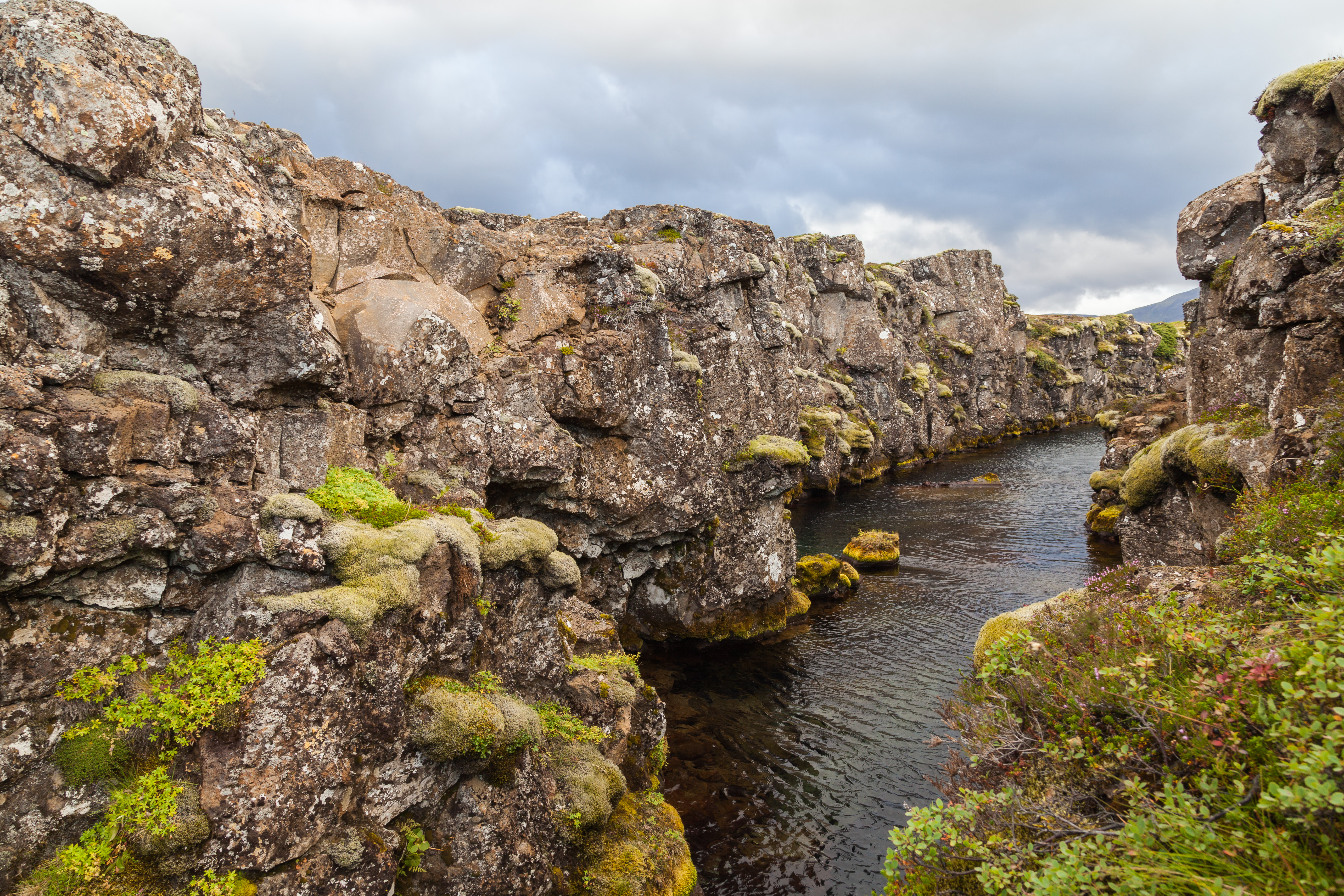
Cañón Nikulasargja en el parque nacional de Þingvellir, uno de los lugares históricos más importantes de Islandia.

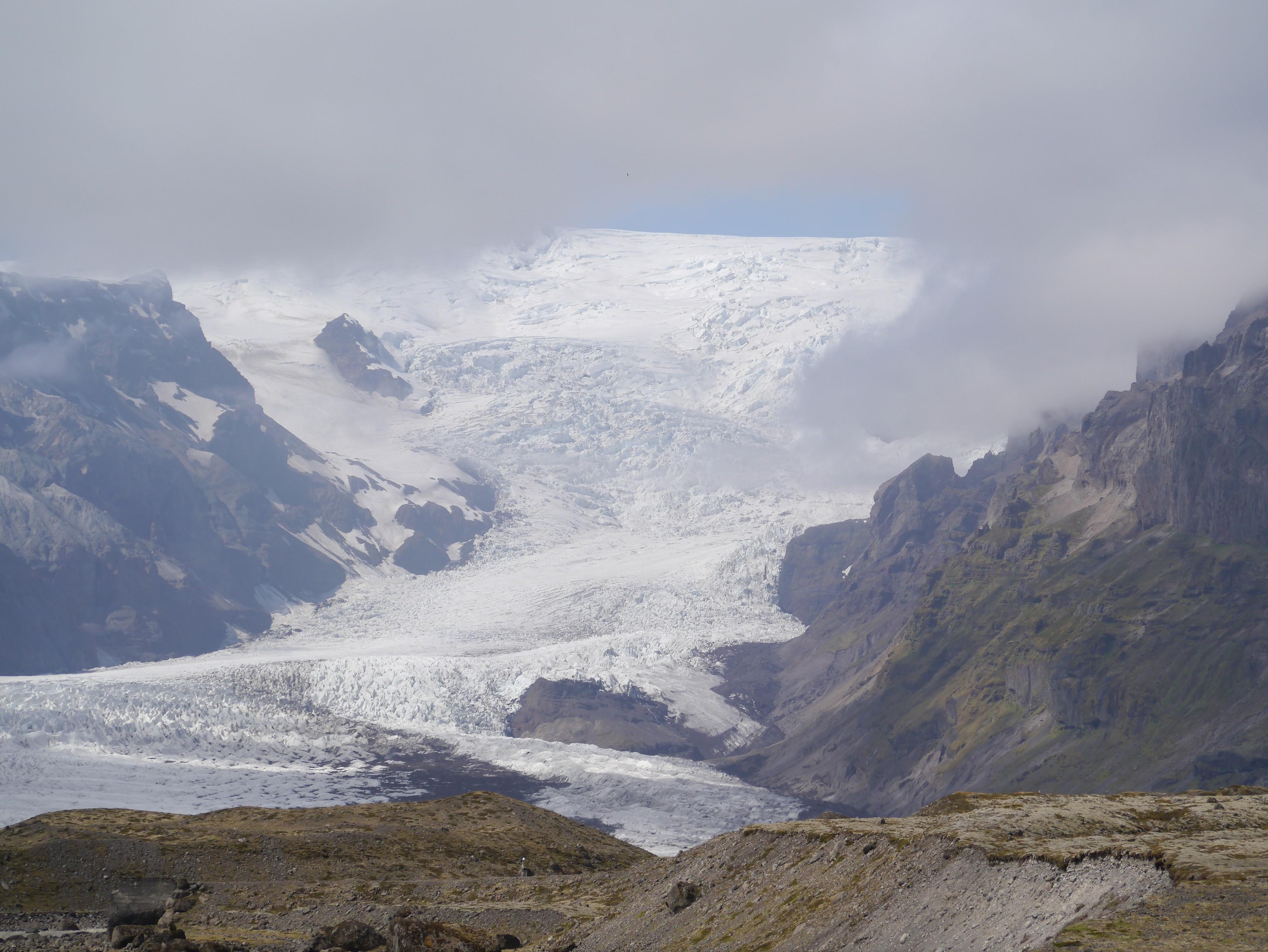
Glaciar de Vatnajökull

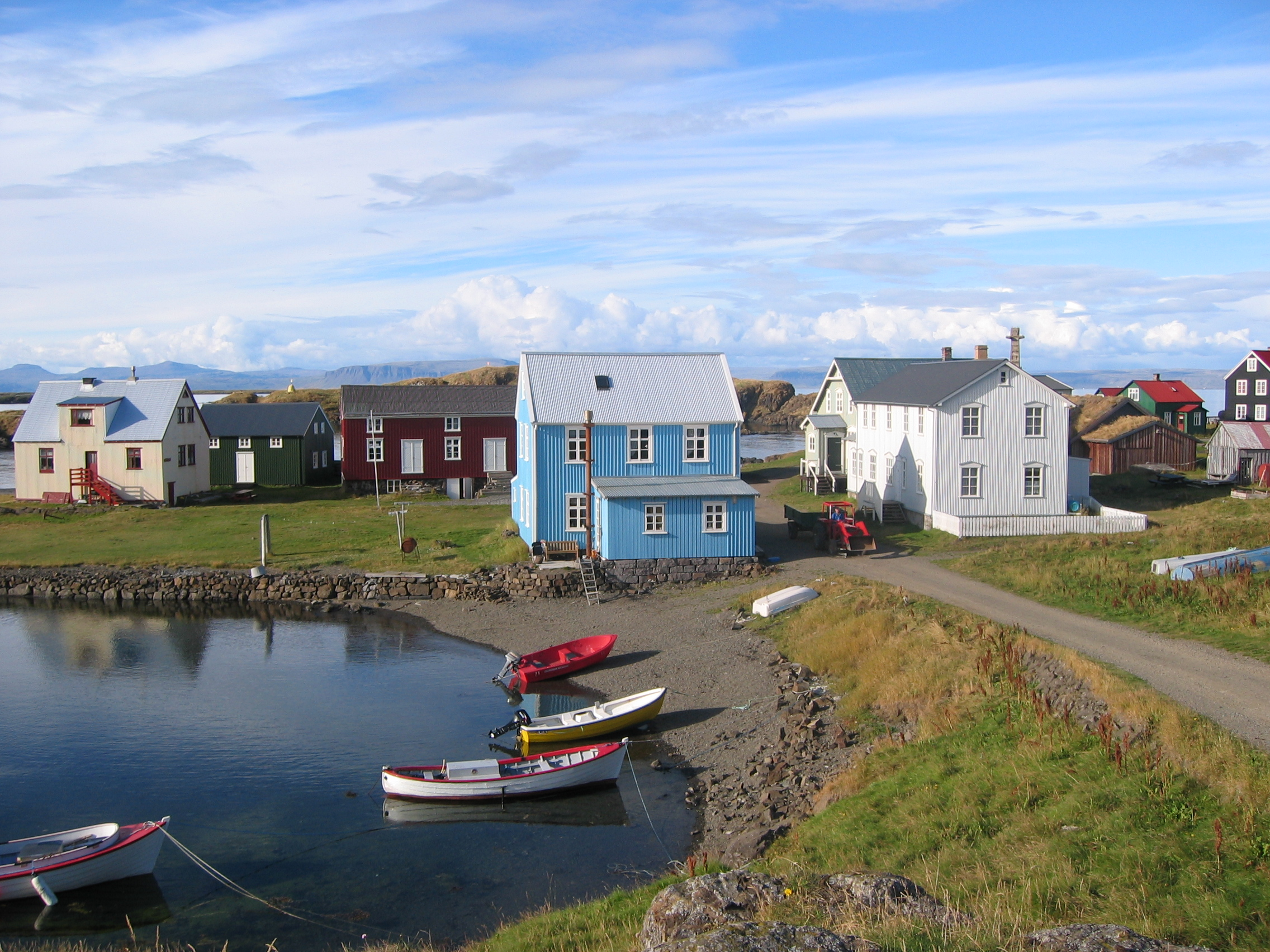
Localidad de Flatey en Breiðafjörður.

- Isla de Surtsey, 33,7 km². Al sur de Islandia, emergida en 1963.[2]

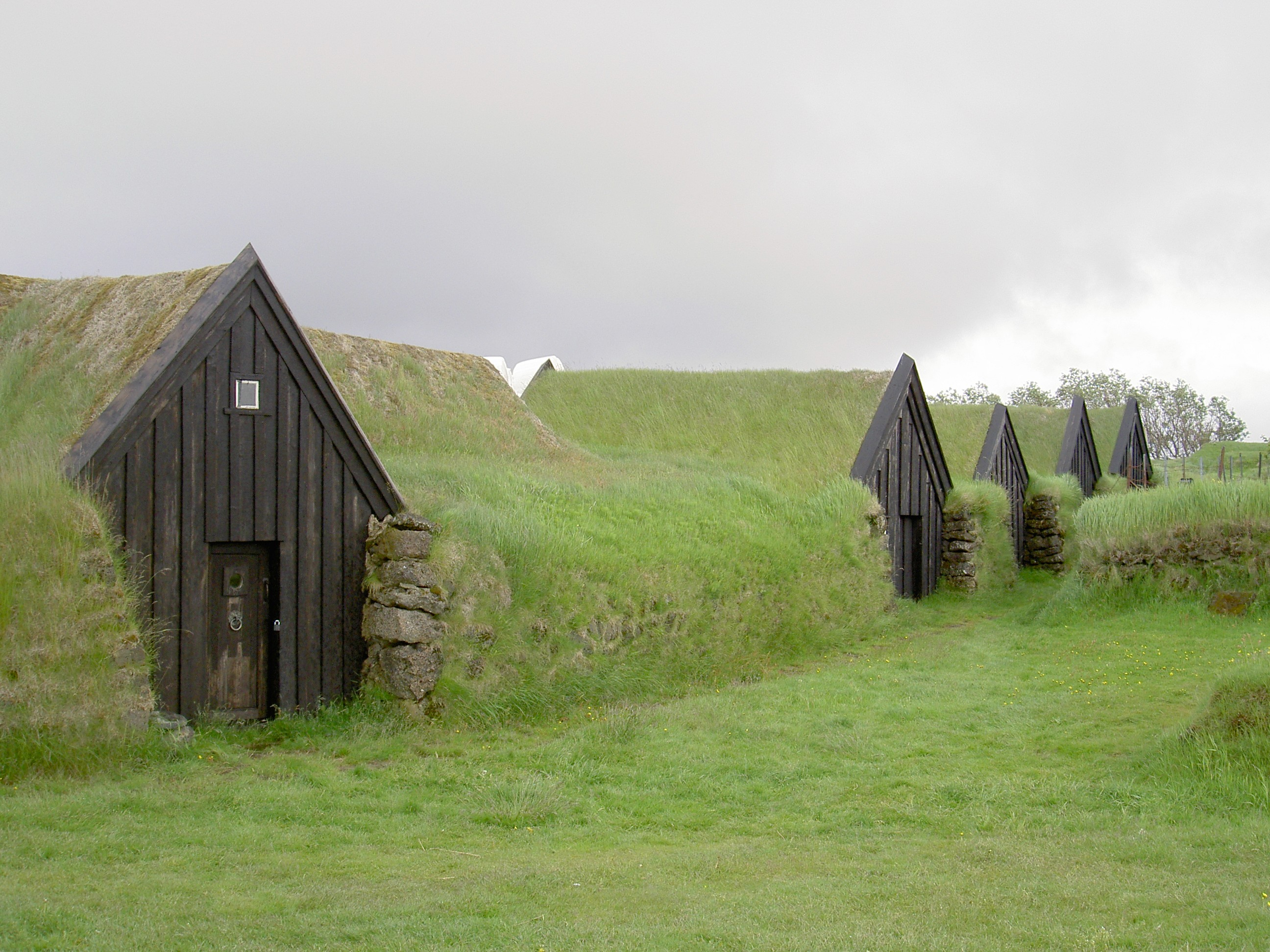
Casas subterráneas cubiertas de césped en Keldur, construidas en 1193, las más antiguas de Islandia.

#### Propuestos
- Þingvellir, desde 2004, en un área volcánica.
- Parque nacional Vatnajökull, el más extenso de Europa, con el segundo glaciar más grande.
- Reserva natural de Breiðafjörður, en el noroeste, una larga bahía de 50 km de anchura por 125 km de longitud, que separa la región de Vestfirðir de la peníncula de Snæfellsnes, al sur. Posee islas, islotes y escollos. Anidan pájaros como la barnacla carinegra y el correlimos gordo. Hay asentamientos humanos sostenibles.[3][4]
- Mývatn and Laxá, ya catalogado como sitio Ramsar, consiste en el lago Mývatn y las bocas del río Laxá.
- Monumentos vikingos del parque nacional Þingvellir. Parte de una serie de lugares que representan la herencia vikinga.[5]
- Tradición de las casas subterráneas cubiertas de césped, con la denominación de catorce de ellas por la Unesco.[6]
- Torfajökull, volcán y glaciar ubicado en la región de Suðurland.[7]

## Sitios Ramsar

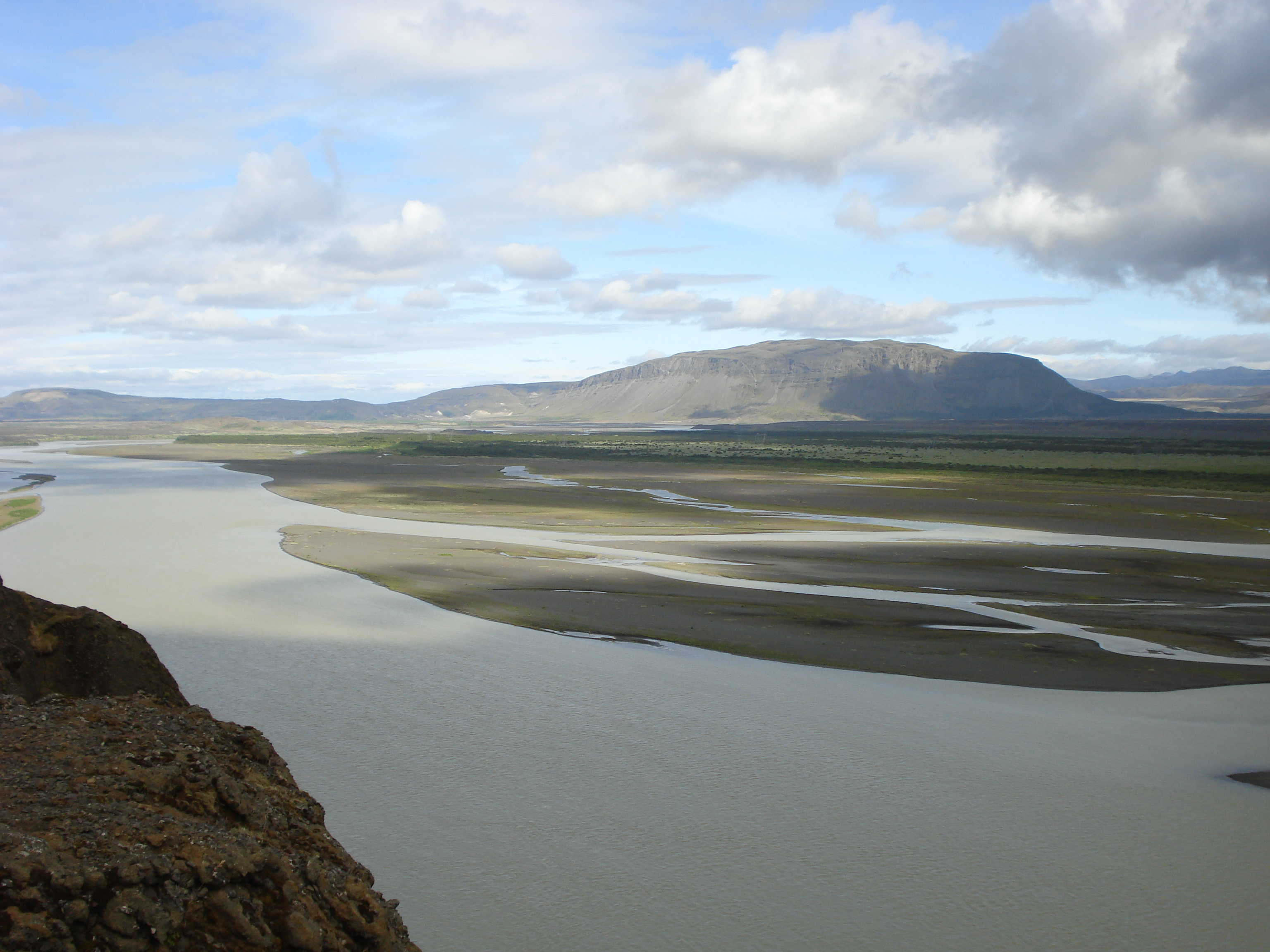
Río Þjórsá

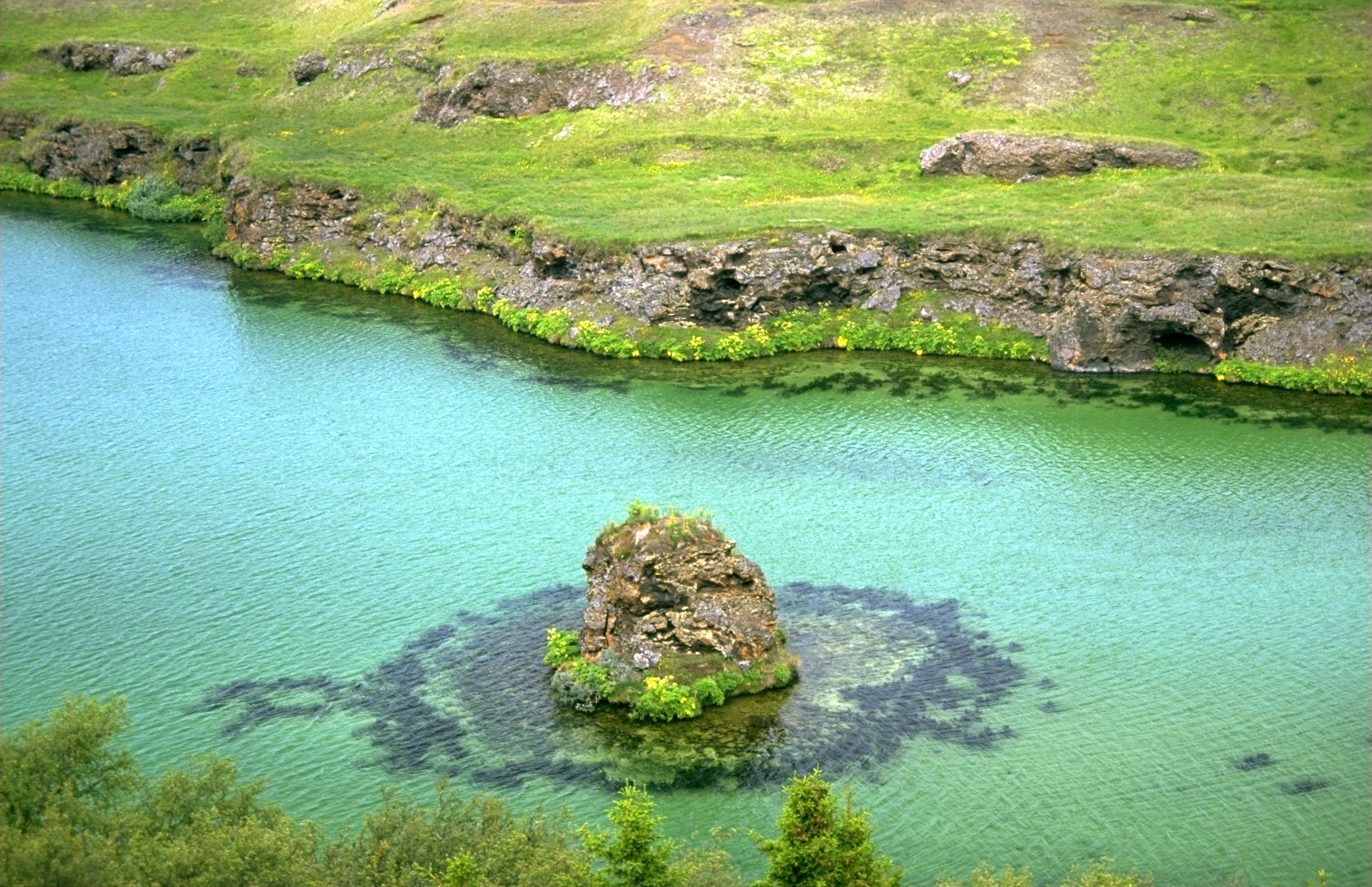
Isla de lava en el lago Myvatn.

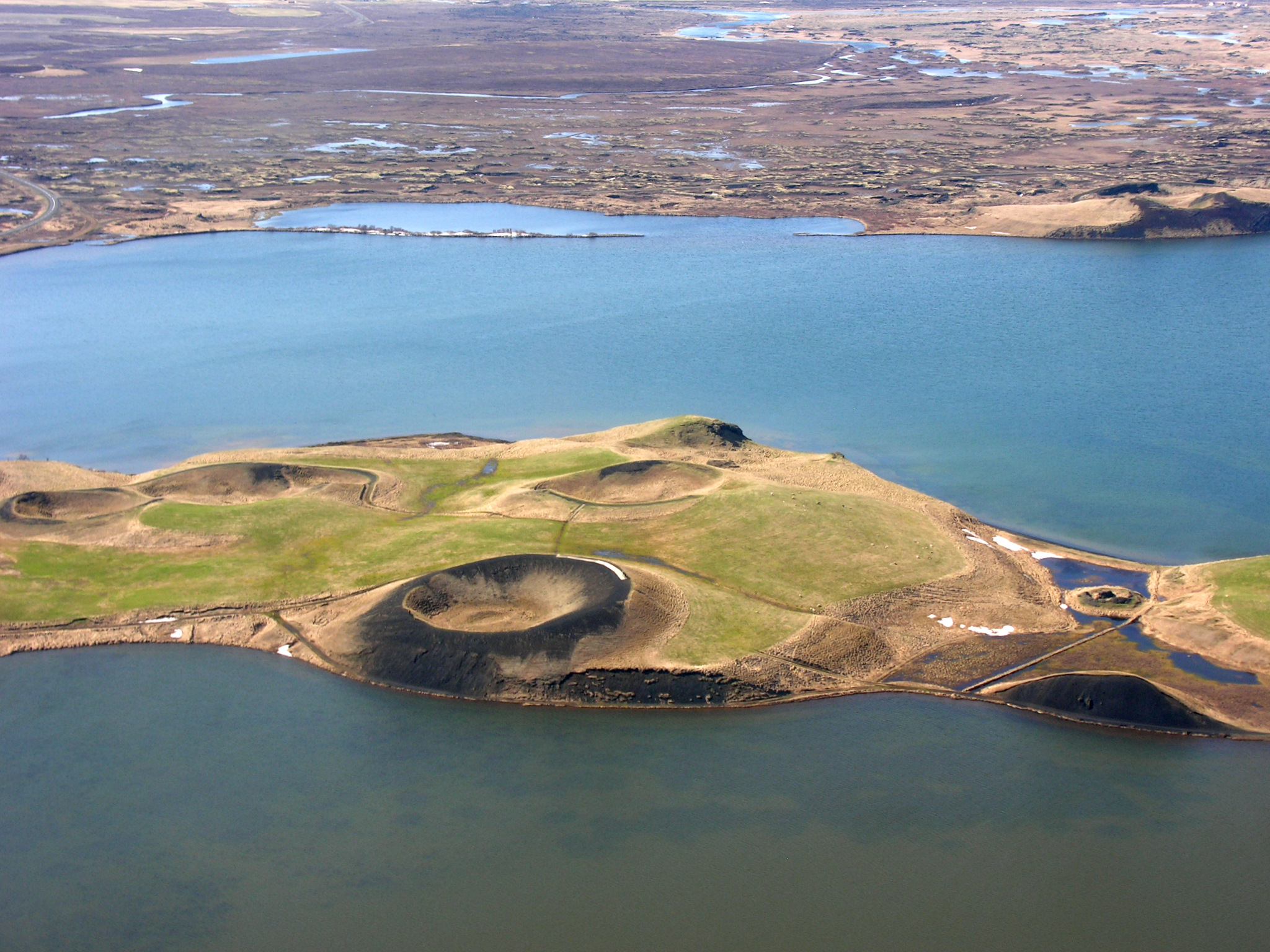
Cráteres de Skútustaðagígar, en el lago Myvatn.

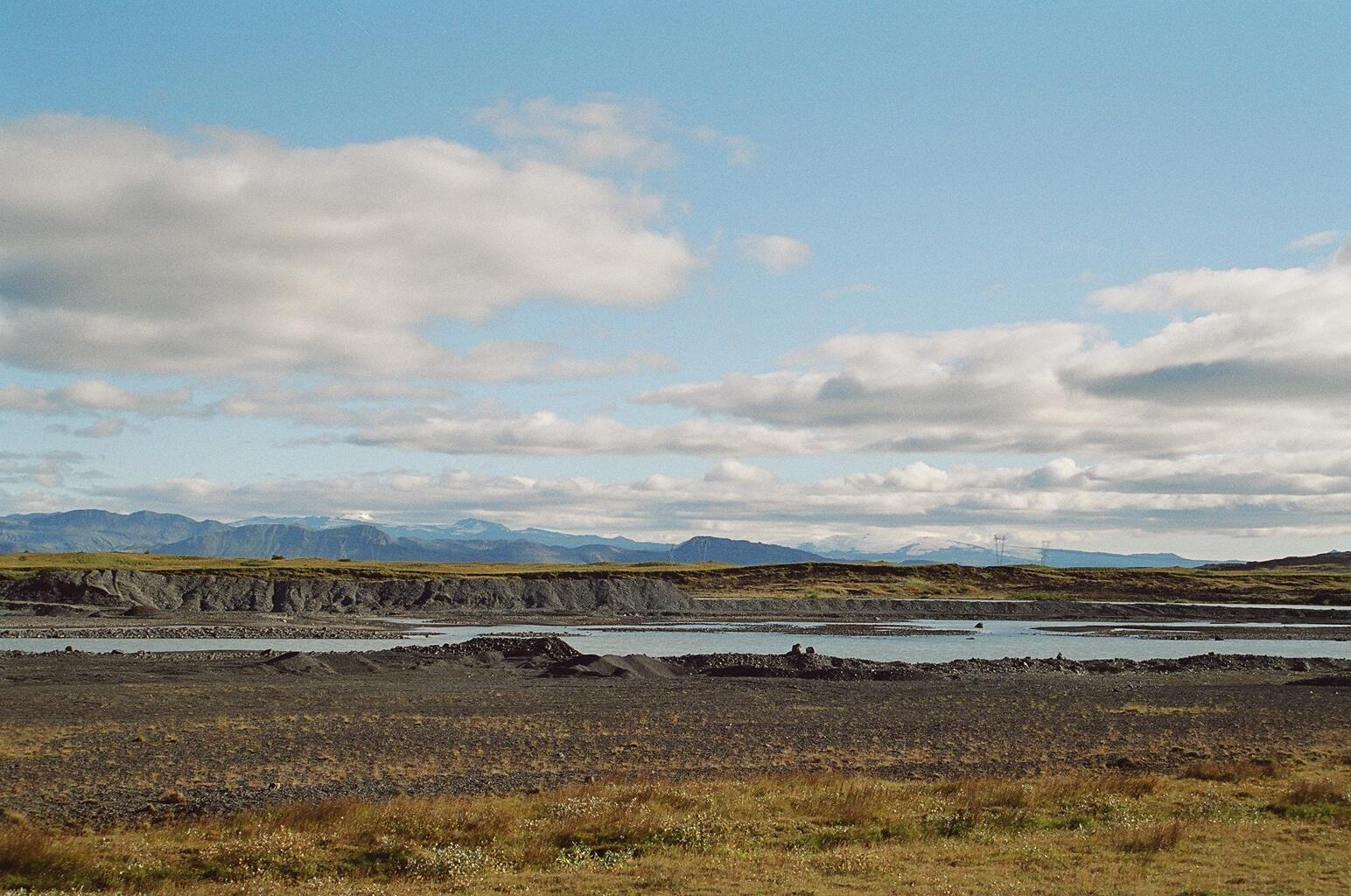
Río Þjórsá con los glaciares de Tindfjallajökull y Eyjafjallajökull al fondo.

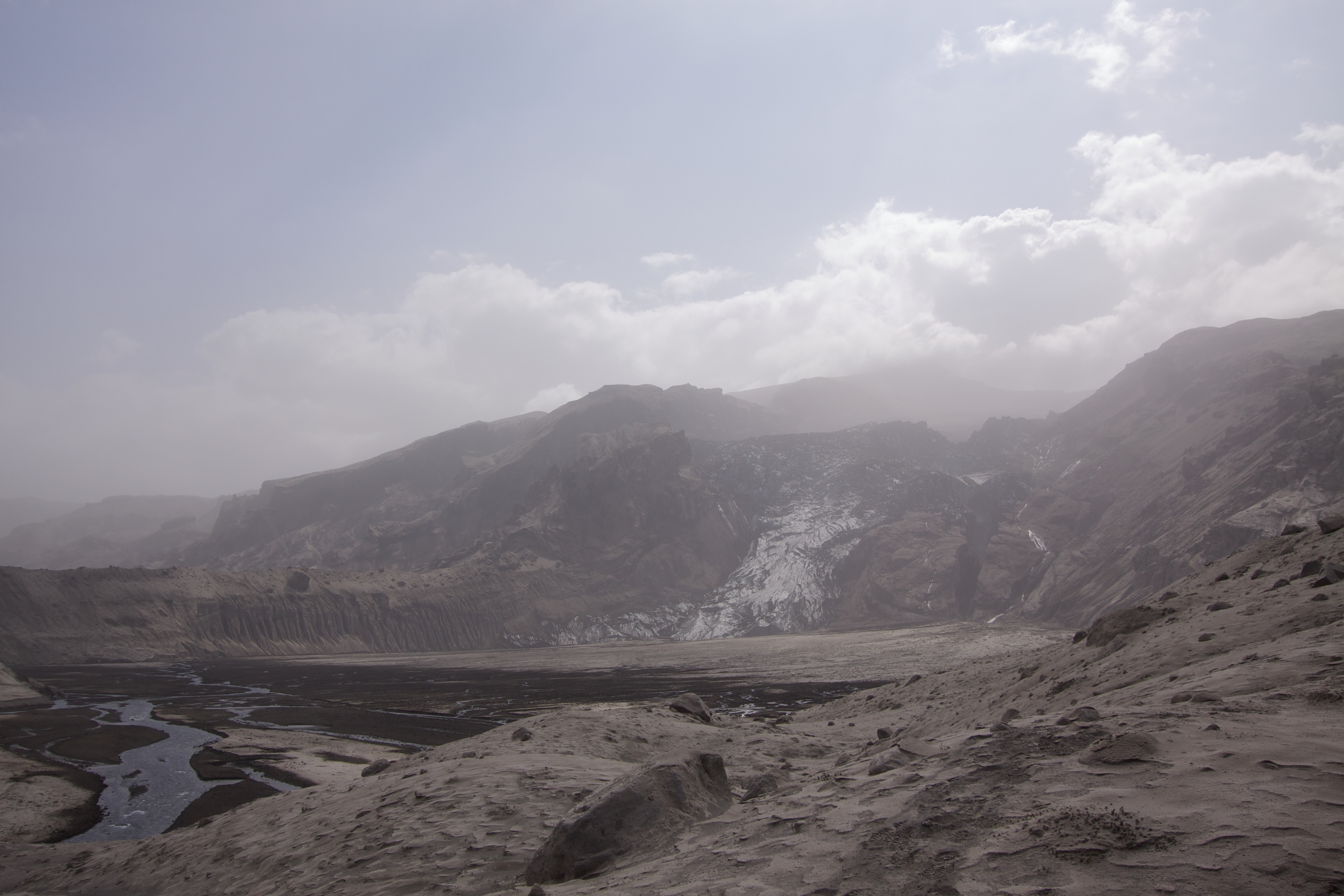
Glaciar de Eyjafjallajokull cubierto de ceniza volcánica después de la erupción de 2010.

En Islandia hay 6 sitios Ramsar con una extensión de 1287 km².
- Reserva natural de Gudlaugstungur, 402 km², 64°57′N 19°16′W. En el condado de Austur-Húnavatnssýsla. Uno de los humedales más extensos en las tierras altas de Islandia. Comprende un extenso mosaico de carrizos, palsas y tierras secas, atravesados por pequeñas corrientes y ríos glaciares, con abundantes pozas. El humedal está rodeado por matorrales de sauces ananos y brezos, con el suelo cubierto de musgos y líquenes. Aquí se encuentra la mayor colonia del mundo de ánsar piquicorto, más de 13 000 ejemplares, la quinta parte de la población mundial. No hay asentamientos humanos, salvo una carretera y un refugio en el noroeste.[9]

- Hábitat protegido de Andakill, 31 km², 64°33′N 21°47′W. Reserva natural en el estuario del fiordo Borgarfjörður, con dos ríos, Hvítá y Andakilsá, y el lago Vatnshamravatn, así como llanuras aluviales, marjales y campos de heno. Los lagos de agua poco profunda acogen aves acuáticas como el tarro blanco y el pigargo europeo. Cuando baja la marea, aparecen extensos marjales, arenales y barras de grava que proveen de comida a las aves. Hay una península con afloramientos rocosos y pantanos de agua dulce. A lo largo del río Hvítá hay una llanura aluvial que sirve de zona de nidificación para aves como el ánsar careto. Al otro lado de la península, en el río Andakilsá, el humedal y los marjales se usan para pastoreo.[10]

- Reserva natural de Snaefell y Eyjabakkar, 264,5 km². En el Parque nacional Snæfellsjökull, al norte del glaciar Eyjabakkajökull. Al nordeste del frente del glaciar Vatnajökull, en la planicie formada por el río Jökulsá í Fljótsda, donde fluye a través de la depresión al norte del glaciar Eyjabakkajökull. Pequeñas pozas y lagunas, carrizales, turberas arenosas, palsas, cárices y musgos. Anida el ánsar piquicorto durante el verano. En los brezales se encuentran cisnes, chorlito dorado común, correlimos común y escribano nival.[11]

- Grunnafjördur, 14,7 km², 64°23′N 21°55′W. Estuario en el oeste de Islandia, al norte de Reykiavik. Toda la zona marítima en la boca el río, el estuario y la bahía marina, consistente en marismas ricas en invertebrados, que albergan bancos de mejillones y una vegetación halófila. Importante para la cría de diversas aves acuáticas. Las actividades humanas en el entorno incluyen la cría de mejillones, la recogida de plumones de pato y la pesca del salmón.[12]

- Thjörsárver o Þjórsá, 375 km², 64°37′N 18°45′W, al sur del glaciar Hofsjökull. Parte alta del río Thjórsa, el más largo de Islandia. Hay prados de tundra diseccionados por numerosos torrentes glaciales y manantiales, con abundantes pozas y lagunas, y extensos marjales dominados por carrizos. Está rodeado por un desierto compuesto por arenas volcánicas. Es la zona más importante de Islandia para la nidificación del ánsar piquicorto, del que hay unas 10.000 parejas.[13]

- Región de Myvatn-Laxá, 200 km². En el condado de Suður-Þingeyjarsýsla, Myvatn es un lago de aguas poco profundas abastecido por el río Laxá. El área protegida incluye una parte del lago, el río y un complejo de humedales alimentados por manantiales fríos y termales. En los humedades de agua dulce hay una rica flora sumergida, comunidades de algas, bosquecillos de abedules, pantanos y páramos. La abundancia de invertebrados (jejenes que forman nubes) provee de alimento a las aves acuáticas. Prácticamente, toda la población europea de porrón islándico, unas 2000 parejas, anida en este lugar. Entre las actividades humanas se incluyen pastoreo, pesca, extracción de diatomeas, generación de energía geotérmica y turismo.[14] Toda la zona se considera además patrimonio de la humanidad. El lago, de 37 km², a 278 m de altitud posee más de 50 islas. El paisaje del entorno está formado por pseudocráteres formados por emergencias de lava que tuvieron lugar hace 2300 años, ya que la región forma parte de la dorsal mesoatlántica. Los más conocidos son los de Skútustaðagígar, formados por explosiones de gas que arrojaban lava a su alrededor. Hay unas 115 especies de aves, entre ellas 28 especies de patos, de los que los más comunes son el porron moñudo, el porrón bastardo y el silbón europeo. También hay cisnes, falaropo picofino, colimbo grande y zampullín cuellirrojo, entre otros. El clima es favorable, con una media de -0,2.oC en enero y de 10,2.oC en julio, y unas precipitaciones escasas de 400 mm.[15]

## Áreas marinas protegidas

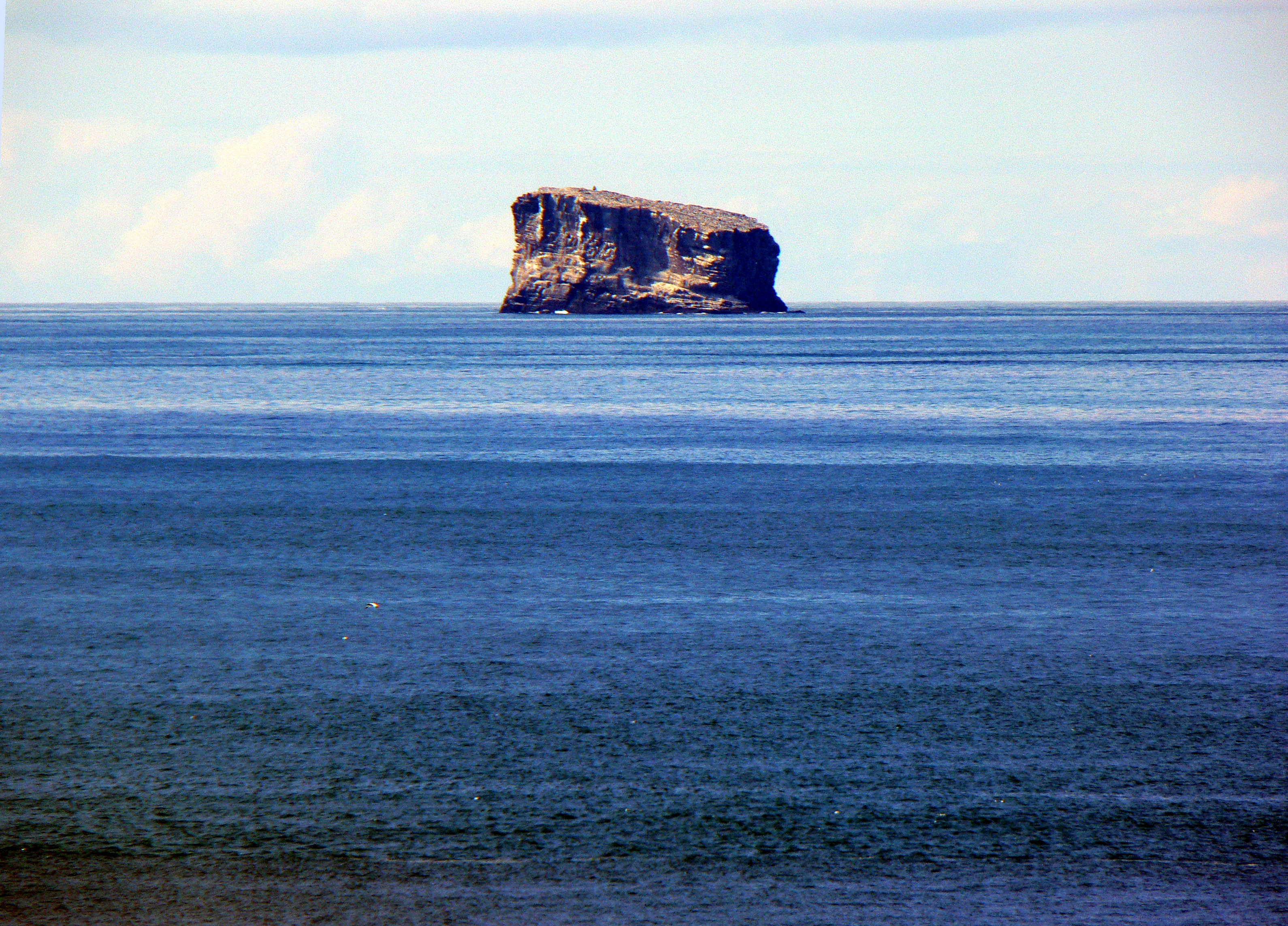
Islote de Eldey, con la mayor colonia de alcatraces del mundo, unos 16.000. La densidad de población es tal, que por falta de espacio no se ven ejemplares no reproductores. Cubre cerca de 3 hectáreas y se eleva hasta 77 msnm.

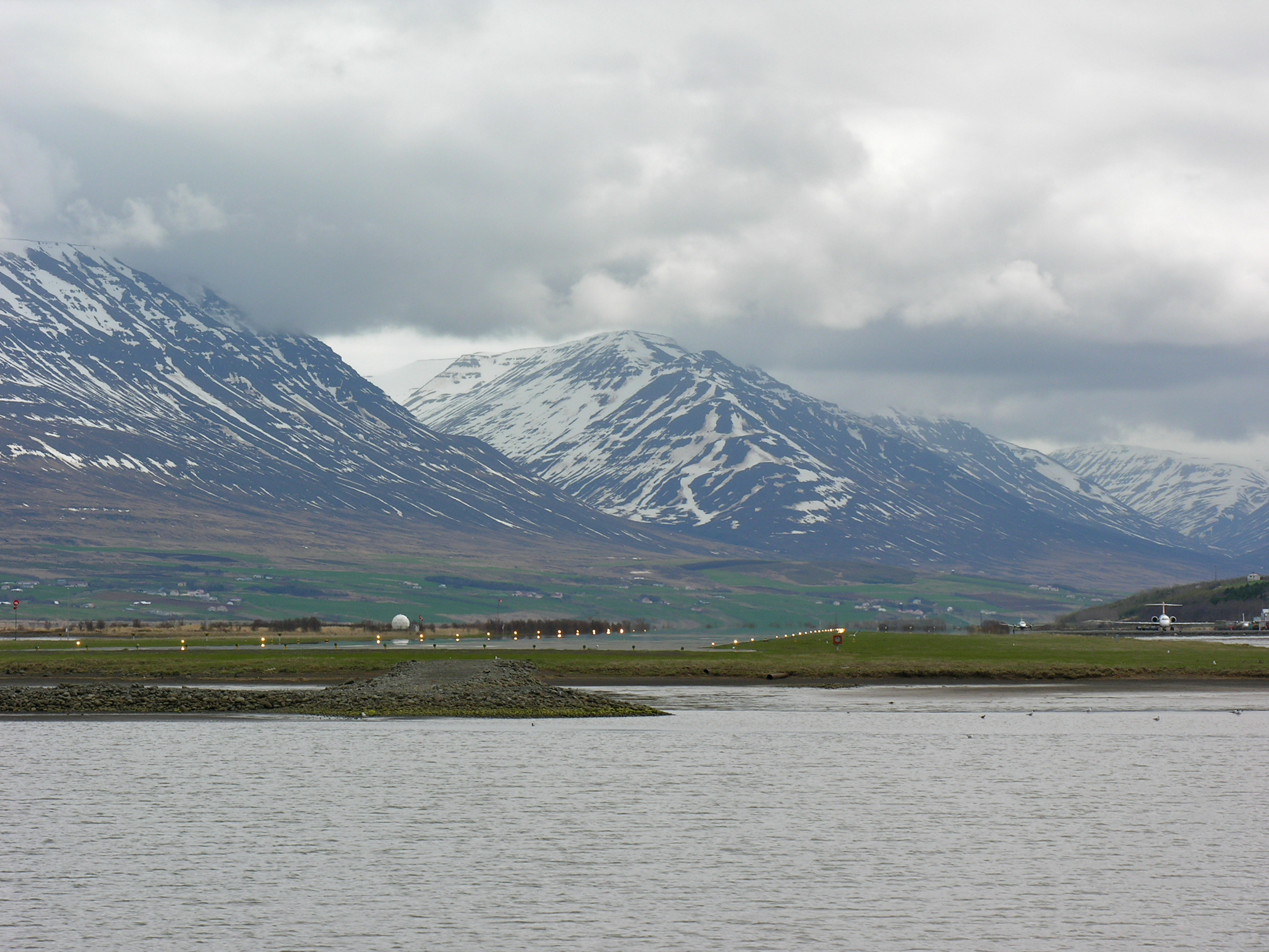
Fiordo de Eyjafjörður.

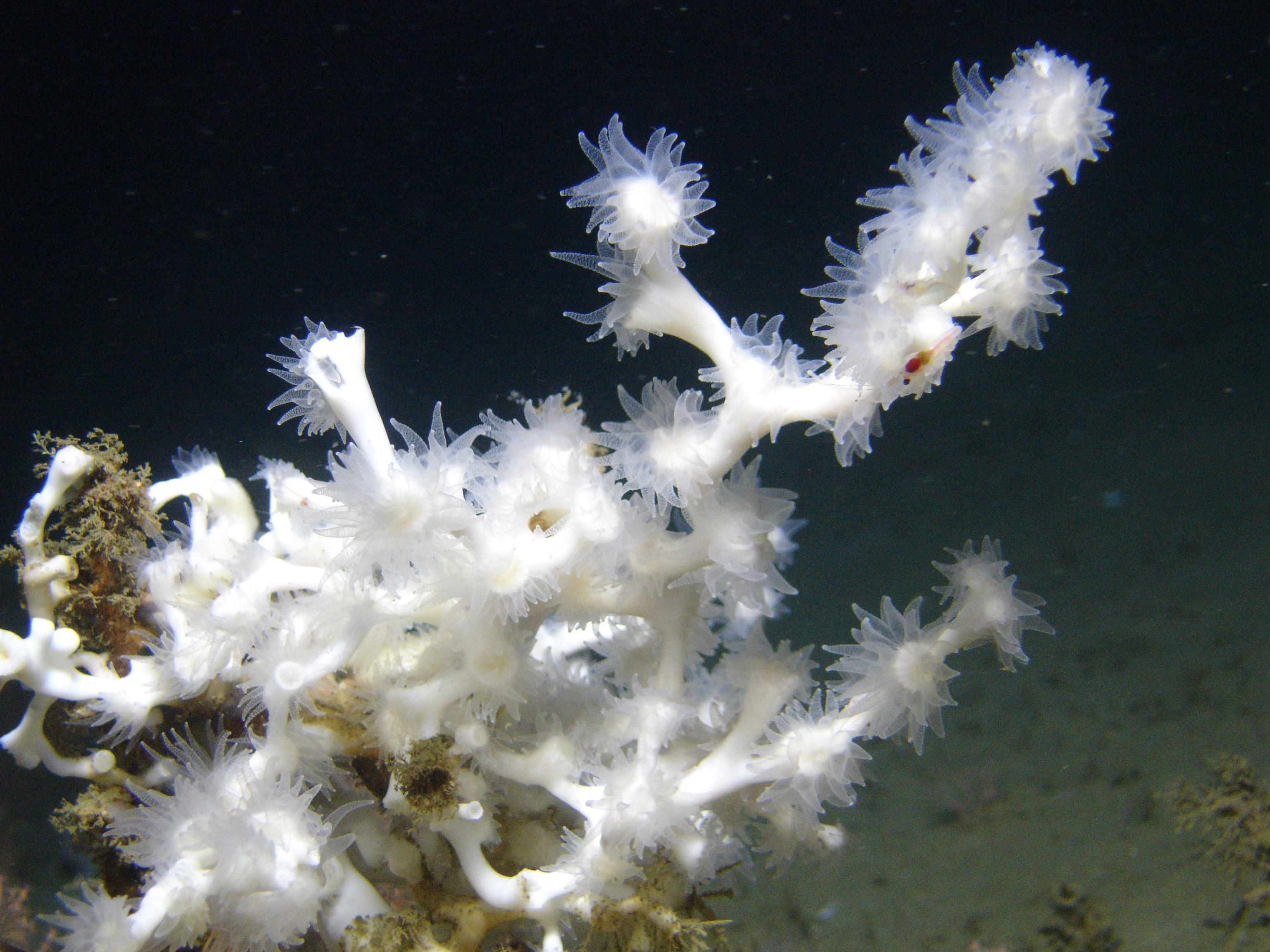
Lophelia pertusa, coral de aguas frías que crece en los arrecifes coralinos de Islandia. Cada rama del coral está constituida por clones que se desarrollan sobre sus progenitores. En cada rama pueden sucederse una veintena de generaciones de pólipos, a un ritmo de una por año.

- Eldey, 12 km². Islote deshabitado a 16 km de la costa de la península Reykjanes, al suroeste de Islandia, al oesudoeste de Reikiavik en la región de Suðurnes. la mayor colonia de alcatraces en el mundo, con unos 16 000 miembros.[18]

- Hverastrytur i Eyjafirdi, en el fiordo de Eyjafjörður, el más largo de Islandia septentrional. Las chimeneas termales de este lugar son ligeramente distintas a las encontradas en otros lugares del mundo, puesto que se encuentran solo a 65 m de profundidad. El fiordo se ve afectado por la corriente de Irminger, un ramal de la corriente del Golfo que aporta aguas templadas y hace subir los nutrientes a la superficie.[19]

- Hverastrytur i Eyjafirdi, norte de Arnanesnöfum, al noroeste de la anterior, en el fiordo de Eyjafjörður. El choque de corrientes de agua dulce y salada en el fiordo da lugar a una abundancia de vida acuática en la que destacan, entre las especies comerciales, bacalaos, eglefinos, carbonero, arengues y peces grumo. También se encuentran el tiburón de Groenlandia, la ballena de pico boreal, focas, morsas, ballenas azules, yubartas, rorcuales, delfín de hocico blanco, marsopa común, orcas y, menos comunes, rorcual norteño, cachalote e Hyperoodon.[20]

- Entorno de la isla de Surtsey, 65 km². Al sur de Islandia, emergida en 1963. Patrimonio de la humanidad desde 2008.

#### Arrecifes de coral
Los corales de aguas frías del Atlántico Norte están compuestos principalmente por Lophelia pertusa, que crece en colonias aisladas. En buenas condiciones, alimentados por las nutrientes aportados por las corrientes marinas, pueden formar colonias de hasta 2,5 km de longitud, como en los arrecifes de Papagrunn, al sudeste de Islandia. Lophelia crece muy despacio; en Noruega se han datado en 3000 a 9000 años de antigüedad. En las zonas más profundas crece Solenosmilia variabilis. También aparecen otros corales, como Madrepora oculata, y ejemplares de corales blandos arborescentes de los géneros Paragorgia (Paragorgia arborea) y Primnoidae.  En los lugares donde las corrientes son fuertes, corales blandos del orden Alcyonacea, como Paragorgia arborea, Primnoa resedaeformis, Paramuricea placomus y Swiftia spp y otros géneros no coralinos sirven de refugio a especies de crustáceos y ofiuroideos. Los arrecifes del coral pétreo Lophelia pueden alcanzar 35 m de altura.
- Arrecife de coral 1 de Hornarfjardardjup, 7 km². Al sudeste de Islandia. Los corales islandeses se encuentran a 200-500 m de profundidad. Puesto que no les alcanza la luz solar, obtienen los nutrientes de las corrientes marinas.[22]

- Arrecife de coral 2 de Hornarfjardardjup, 32 km². Al sudeste de Islandia. Coral de aguas frías.[23]
- Arrecife de coral de Reynisdjup, 9 km², al sur de Islandia. Corales de aguas frías.
- Arrecife de coral 1 de Skaftardjup, 7 km², al sur de Islandia. Corales de aguas frías.
- Arrecife de coral 2 de Skaftardjup, 22 km², al sur de Islandia. Corales de aguas frías.

## Reservas naturales
- Grunnafjörður, 14 km²
- Oddaflóð, 5,68 km²
- Pollengi Og Tunguey, 6,58 km²

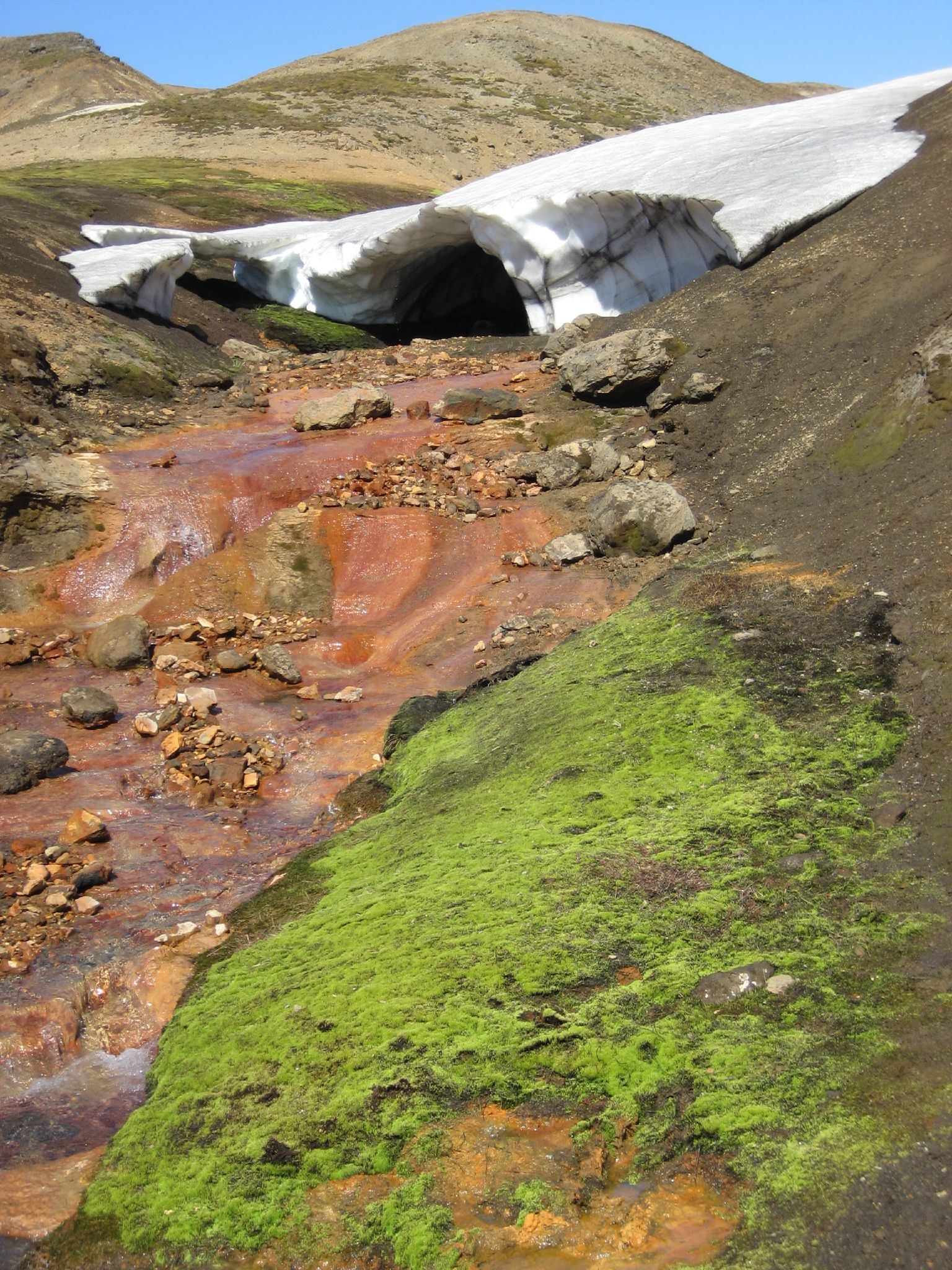
Torfajökull, volcán y glaciar al sur de Islandia.

- Skrúður, 1,97 km², a la salida del fiordo de Fáskrúðsfjörður.
- Gullfoss, 1,55 km²
- Dyrhólaey, 1,47 km²
- Gálgahraun, 1.08 km²
- Fjallabak, 446,33 km², en el centro sur conocida por sus rutas de hiking. El nombre significa 'montaña negra'. Siempre a más de 500 m de altitud, valles geotermales, actividad volcánica, rocas coloridas de riolita y obsidiana con colores verde, azul, rojo, rosa y amarillo.[24] Al norte del glaciar de Mýrdalsjökull.[25]
- Hornstrandir, 589,15 km²
- Búðahraun, 10 km²
- Flatey, 0,85 km²
- Herðubreiðarlindir, 164 km²
- Vatnsfjörður, 190,42 km²
- Lónsöræfi , 294 km²
- Melrakkaey-Strandlína, 0,07 km²
- Grótta, 0,4 km²
- Húsafellsskógur, 4,37 km²
- Ingólfshöfði, 1,2 km²
- Salthöfði Og Salthöfðamýrar, 2,31 km²
- Vestmannsvatn, 5,63 km²
- Miklavatn , 14,9 km²
- Hrísey, 0,26 km²
- Ástjörn, 0,29 km²
- Þjórsárver, 1572 km², en el centro del país, sitio Ramsar desde 1990, donde anidan entre 6000 y 10 000 gansos.[26]
- Kringilsárrani, 63,72 km²
- Surtsey, 66 km²
- Eldey, 0,03 km²
- Geitland, 122,82 km²
- Svarfaðardalur, 5,6 km²
- Varmárósar, 0,1 km²
- Herdísarvík, 42 km²
- Guðlaugstungur, 398 km²
- Vífilsstaðavatn, 1.88 km²
- Kasthúsatjörn, 0,04 km²
- Hólmanes Friðland, 2,51 km²
- Blautós Og Innstavogsnes, 2,95 km²
- Bakkatjörn, 0,15 km²
- Ströndin Við Stapa Og Hellna, 1,34 km²

## Hábitats protegidos
- Skerjafjörður Innan Garðabæjar, 4,28 km²
- Andakíll, 31 km²
- Tjarnir Á Innri, 1,46 km². En la costa oriental.
- Skerjafjörður Innan Kópavogs, 0,62 km². Zona costera protegida en el municipio de Kópavogur, debida a las aves acuáticas.

## Monumentos naturales
- Alafoss, 2013, 0,01 km²
- Arnahellir, 2002, 0,08 km²
- Arnarnesstrytur, 2007, 1,01 km²
- Bardarlaug, 1981, 0,44 km²
- Blabjorg Berufirdi, 2012, 0,01 km²
- Borgir, 1981, 0,03 km²
- Dettifoss, Selfoss og Hafragilsfoss, 1996, 4,85 km²
- Dima	1975, 0,06 km²
- Dimmuborgir, 2011, 4,24 km²
- Dverghamrar, 1987, 0,02 km²
- Eldborg i Blafjollum, 1974, 0,35 km²
- Eldborg i Hnappadal, 1974, 1,25 km²
- Eldborg undir GeitahlÝd, 1987, 1,01 km²
- Fossvogsbakkar, 1999, 0,18 km²
- Gervigar i Alftaveri, 1975, 34,36 km²
- Grabrokargigar, 1975, 0,29 km²
- Haalda, 1975, 0,05 km²
- Hamarinn, 1984, 0,02 km²
- Haubakkar, 1983, 0,02 km²
- Helgustadanama, 1975, 0,01 km²
- Hraunfossar - Barnafoss, 1987, 0,36 km²
- Hverastrytur, 2001, 0,12 km²
- Hveravellir, 1985, 1,53 km²
- Hverfjall (Hverfell), 2011, 3,13 km²
- Jorundur, 1985, 0,06 km²
- Kaldarhraun og Gjarnar, 2009, 2,09 km²
- Kalmanshellir, 2011, 4,00 km²
- Kattarauga, 1975, 0,00 km²
- Kirkjugolf, 1987, 0,00 km²
- Laugaras, 1982, 0,01 km²
- Litluborgir	2009, 0,11 km²
- Seljahjallagil, 2012, 18,81 km²
- Skogafoss	1987, 1,84 km²
- Skutustadargigar, 1973, 0,34 km²
- Stedji (Staupasteinn), 1974, 0,03 km²
- Teigarhorn, 1975, 2,17 km²
- Trollaborn, 1983, 0,05 km²
- Tungufoss, 2013, 0,01 km²
- Valhusahaed, 1998, 0,02 km²
- Vatnshornsskogur, 2008, 2,47 km²
- Videy i Thjorsa, 2011, 0,03 km²
- Vigholar, 1983, 0,01 km²